# NK Kamešnica Podhum
NK Kamešnica je hrvatski nogometni klub iz Podhuma kod Livna, BiH.

## Povijest
Klub je osnovan 1972. godine. Sezone 2006./2007. iz Međužupanijske lige prelaze u Drugu Ligu FBIH – Jug. Iz druge lige ispadaju u sezoni 2008./09. da bi se nakon samo jedne sezone u međužupanijskoj ligi vratili natrag u Drugu ligu.

## Pregled plasmana po sezonama
| Sezona    | Rang | Liga                  | Plasman | Izvori |
| --------- | ---- | --------------------- | ------- | ------ |
| 2016./17. | III. | Druga liga FBiH – Jug | 8.      | [ 1 ]  |
| 2017./18. | III. | Druga liga FBiH – Jug | 10.     | [ 2 ]  |
| 2018./19. | III. | Druga liga FBiH – Jug | 9.      | [ 3 ]  |
| 2019./20. | III. | Druga liga FBiH – Jug | 10.     | [ 4 ]  |
| 2020./21. | III. | Druga liga FBiH – Jug | 13.     | [ 5 ]  |
| 2022./23. | III. | Druga liga FBiH – Jug | 14.     | [ 6 ]  |
| 2023./24. | III. | Druga liga FBiH – Jug | 14.     | [ 7 ]  |
| 2024./25. | III. | Druga liga FBiH – Jug | –       |        |

## Vanjske poveznice
- nk-kamesnica.com - službene stranice  Arhivirana inačica izvorne stranice od 25. kolovoza 2017. (Wayback Machine)